# Бьюкэн, Уотти
Уолтер «Уотти» Дэвид Бьюкэн (англ. Walter «Wattie» David Buchan) — фронтмен, вокалист, автор всех песен, один из основателей и единственный бессменный участник хардкор-панк группы The Exploited.

## Факты из жизни
До своей музыкальной карьеры Уотти отслужил в армии, по некоторым данным, в армии Бьюкен стал высококвалифицированным стрелком, а в юности был представителем субкультуры скинхедов.
Уотти наряду с гитаристом Джоном Данканом является основателем коллектива второй волны панк-рока The Exploited. Также является человеком, внедрившим причёску американских индейцев ирокезов в массовую культуру и ставшую главной отличительной чертой панков, но после выхода в 1997 году седьмого альбома группы Beat the Bastards Уотти предстал перед публикой с новой причёской (лежачий ирокез, собранный сзади в пучок).
Бьюкен славится своей несдержанностью в «крепких» выражениях в адрес музыкантов (в частности коллеги по цеху Джелло Биафры, который является одним из его злейших врагов), членов королевской семьи и журналистов. Во время концертов и после них Уотти часто вступал во всевозможные драки и междоусобицы. В череде его выходок The Exploited травили слезоточивым газом, арестовывали и запрещали. Также Бьюкен забросил военную службу и первые синглы группы (такие как «Army Life», «Exploited Barmy Army» и др.) носили военную тематику.
Уотти не любит политиков. По этому поводу он высказался следующим образом: «Я всех их ненавижу! Всех вместе и каждого по отдельности. Я считаю, что это самые омерзительные и больные люди на свете, которые заботятся только о себе! На других им абсолютно плевать. По этой причине я играю панк-рок. Считаю, что панк-рок — именно та музыка, с помощью которой можно добиться справедливости. А разговаривать на нормальном языке со всеми этими людьми бесполезно».
  Уотти Бьюкен равнодушно относится к своей популярности, считая, что его понимают не совсем правильно и любят только за то, как он самовыражается. Бьюкен считает себя человеком презирающим деньги. Уотти и его группа остро реагируют на происходящие в мире события. Так, сразу после теракта в Америке 11 сентября 2001 года, на официальном сайте группы он сказал: «Американский панк-рок не умер! Это то, что мы не должны забывать. „Панк-рок ушел до лучших времен!“ — это ложь! Помните, герои не умирают никогда!» В 2009 году Уотти сотрудничал с французским трэшкор/кроссовер-трэш коллективом Black Bomb A, записав совместно с ними песню «Burning Road», которая вошла в альбом Black Bomb A под названием «From Chaos». В начале 2011 года на YouTube появился клип на эту композицию, где Бьюкен снова предстал перед зрителями со своим большим ирокезом. Летом 2014 года в Лиссабоне он перенёс сердечный приступ.

## Интересные факты
Несмотря на свою неприязнь к рэп-культуре, Уотти Бьюкен в виде исключения всё же согласился сотрудничать с гангста-рэпером Ice-T, плотно сотрудничавшим с исполнителями хэви-метала и панк-рока (в частности, Black Sabbath, Slayer, Black Flag и Джелло Биафрой), хотя до этого Уотти отказался сотрудничать с Кэптеном Сенсиблом (из группы The Damned), мотивируя это его продажной попсовостью.
Примечательно, что брат Уотти Вилли играет вместе с ним на барабанах. В туре Dead Kennedys по Великобритании Уотти Бьюкен играет главную роль в бою с лидером группы Джелло Биафрой. При этом он же в интервью журналу Maxim (см. видео «Maxim Видеосалон») довольно нелестно отзывался о Dead Kennedys, называя их творчество «редкостной говниной». Уотти снимался в документальном фильме «Король панка».